# Ockelbo BBK
Les Ockelbo BBK est un club suédois de basket-ball situé dans la ville de Ockelbo. Le club appartient à l'élite du championnat suédois.

## Historique
Le club est fondé en 1969.